# David Muntaner
Sebastián David Muntaner Juaneda (ur. 12 lipca 1983 w Palma de Mallorca) – hiszpański kolarz torowy i szosowy, dwukrotny medalista torowych mistrzostw świata i wicemistrz Europy.

## Kariera
Pierwszy sukces w karierze David Muntaner osiągnął w 2003 roku, kiedy zdobył złoty medal w indywidualnej jeździe na czas podczas szosowych mistrzostw Hiszpanii juniorów. Sześć lat później triumfował wśród seniorów w scratchu i indywidualnym wyścigu na dochodzenie. W 2008 roku wystąpił na igrzyskach olimpijskich w Pekinie, gdzie wspólnie z kolegami z reprezentacji był siódmy w drużynowym wyścigu na dochodzenie. Na rozgrywanych cztery lata później igrzyskach olimpijskich w Londynie Hiszpanie z Muntanerem w składzie zajęli w tej konkurencji szóstą pozycję. Na torowych mistrzostwach świata w Mińsku w 2013 roku wspólnie z Albertem Torresem zdobył srebrny medal w madisonie. Razem z Torresem zdobył również srebrny medal na mistrzostwach Europy w Apeldoorn, a tm samym roku oraz złoty na mistrzostwach świata w Cali rok później.